# Museo archeologico di Montelupo
Il Museo archeologico di Montelupo si trova a Montelupo Fiorentino.

## Storia
È stato inaugurato come "Museo della ceramica e del territorio" nel 1983 nella sede dell'antico Palazzo del Podestà. Nel 1985 è stata aperta la sezione archeologica per ospitare il materiale di scavo rinvenuto nel territorio del comune di Montelupo e nelle zone limitrofe anche dal locale gruppo archeologico.
Nel 2007 la sezione archeologica è stata trasferita nella nuova sede museale della chiesa dei SS. Quirico e Lucia, dietro la villa medicea, all'interno del relativo grande parco. Tale nuova collocazione è stata resa possibile grazie al recupero della struttura, risalente al XVII secolo, attuata al termine di una complessa campagna di scavo che hanno consentito di rinvenire, sotto l'attuale chiesa, alcune strutture religiose risalenti al X - XI secolo, con relative sepolture nell'abside, attualmente visibili attraverso il pavimento trasparente del museo.
Il museo espone oltre 1000 pezzi, frutto di oltre 30 anni di scavi nel territorio del Medio Valdarno Fiorentino, nella Bassa val di Pesa e nel Montalbano.
Il materiale esposto va dalla preistoria al tardo medioevo, passando dall'età dei metalli, agli etruschi e ai romani. Tra i reperti più significativi il bacile di bronzo dorato con l'effigie di Carlo Magno (risalente all'inizio del XII secolo) ed un olifante in terracotta, proveniente dal sito etrusco di Montereggi.
Il museo continua a svolgere campagne di scavo in collaborazione con le università di Siena e di Firenze, sotto la supervisione della Soprintendenza Archeologica per la Toscana e con il supporto dei volontari del locale Gruppo archeologico di Montelupo Fiorentino, e svolge attività didattiche in diversi siti archeologici (villaggio dell'età del bronzo di Bibbiani, tomba etrusca "dell'Uovo", sempre a Bibbiani, abitato di Montereggi,  villa romana del Vergigno ed area archeologica medievale di San Genesio.